# راديو روزا
راديو روزا (بالدنماركية: Radio Rosa) كانت محطة إذاعية في كوبنهاغن، في الدنمارك، التي تبث على الإذاعة المحلية لمجتمع المثليين في المدينة. تم إطلاق المحطة في 22 يونيو 1983 من قبل الرابطة الدنماركية الوطنية للمثليين والمثليات ولكنها عملت لاحقا بشكل مستقل عن الجمعية منذ عام 2007 حتى تم إغلاقها في 1 آب/أغسطس 2010. وتعتبر واحدة من أولى المحطات الإذاعية للمثليين في العالم.
وتتنوع البرمجة وتشمل البرامج الترفيهية والمناقشات والثقافة والأحداث والشباب ومعلومات عن فيروس نقص المناعة البشرية/الإيدز. يتم تنفيذ العمل بشكل كامل من قبل المتطوعين. منذ إطلاقها، تم بثها بشكل مستمر باستثناء الخمسة أشهر التي بين عامي 2007 و 2008، أثناء إجراءات استقلالها عن الرابطة الدنماركية الوطنية للمثليين والمثليات. تم إغلاق المحطة الإذاعية في 1 آب/أغسطس 2010.